# Orthogonal- und Einbindeverfahren

Orthogonal- und Einbindeverfahren

Das Orthogonal- und Einbindeverfahren ist eine geodätische Messmethode, die insbesondere bei Katastervermessungen angewendet wird. Bei diesem Verfahren werden lagemäßig zu bestimmende Punkte wie Grenz- und Gebäudepunkte auf Messungslinien aufgemessen. Umgekehrt ist die Absteckung von vorgegebenen Maßen in die Örtlichkeit möglich. Grundlage des Verfahrens sind Messungslinien zwischen bekannten Vermessungspunkten, die bei Bedarf um weitere Messungslinien ergänzt werden. Die Anschlusspunkte müssen bereits in der Katasterkarte einkartiert sein, oder es müssen Koordinaten bekannt sein.

Reines Einbindeverfahren

## Durchführung
Zuerst werden die Anfangs- und Endpunkte der Messungslinien durch Fluchtstäbe signalisiert. Dann werden beim Einbindeverfahren die Grenzen oder Gebäudeseiten in vorhandene Messungslinien eingebunden, d. h. es werden durch diese aufzumessenen Punkte neue Messungslinien gelegt und der Schnitt dieser Linien mit den vorhandenen Linien gebildet. Mit einem Messband wird dann in jeder Messungslinie der Abstand der einzelnen Punkte zum Anfangspunkt der Linie gemessen.
Beim Orthogonalverfahren werden die aufzumessenden Punkte mit einem Winkelprisma auf eine Messungslinie aufgewinkelt. Dies bedeutet, dass der Lotfußpunkt jedes Punktes auf der Messungslinie bestimmt wird. Dann wird wie beim Einbindeverfahren der Abstand dieses Lotfußpunktes zum Anfangspunkt der Linie (Abszisse) und zusätzlich der Abstand des aufgewinkelten Punktes von der Linie (Ordinate) gemessen. Die Abszisse und Ordinate sind örtliche rechtwinklige Koordinaten. Beim Orthogonalverfahren sollten neue Messungslinien so gelegt werden, dass die Abstände der aufzumessenden Punkte von der Linie möglichst klein sind.
Diese beiden Verfahren werden meist kombiniert eingesetzt. Daher wird oft einfach vom Orthogonalverfahren gesprochen (z. B. Vermessungspunkterlass NRW). Anhand der gemessenen Abszissen und Ordinaten können die Neupunkte in eine Karte einkartiert werden, oder es können Koordinaten berechnet werden.

## Vor- und Nachteile
Vorteile dieses Verfahrens sind u. a. die übersichtliche Aufnahmegeometrie, die Möglichkeit, aus den Vermessungsunterlagen direkt Maße wie Grenzlängen ablesen zu können, und die geringen Anschaffungskosten. Nachteile sind, dass zwischen Anfangs- und Endpunkt einer Messungslinie eine Sichtverbindung bestehen muss, und die geringe Genauigkeit besonders bei langen Messungslinien oder steilem Gelände. Das Orthogonal- und Einbindeverfahren wird daher heute kaum noch eingesetzt. Es wurde weitgehend abgelöst durch die Polaraufnahme mit Tachymetern und durch das Messen mit globalen Navigationssatellitensystemen (GNSS), wobei differentielle Verfahren wie DGPS eingesetzt werden.